# Bicaz-Chei (gmina)
Bicaz-Chei – gmina w Rumunii, w okręgu Neamț. Obejmuje miejscowości Bârnadu, Bicaz-Chei, Gherman i Ivaneș. W 2011 roku liczyła 4089 mieszkańców.